# Carantilly
Cet article possède un paronyme, voir Charentilly.
Carantilly est une commune française, située dans le département de la Manche en région Normandie, peuplée de 619 habitants.

## Géographie
Au centre du département de la Manche, Carantilly fait partie du canton de Saint-Lô-2 dans l'arrondissement de Saint-Lô mais adhère depuis le 1er janvier 2013 à la communauté de communes de Canisy.
À mi-chemin entre Saint-Lô (15,5 km à l'est) et Coutances (18,5 km à l'ouest), en bordure de la départementale 972, la commune joint deux chefs-lieux de canton : Marigny (4,5 km au nord) et Cerisy-la-Salle (4,5 km au sud).
Avec un point culminant à 92 m (lieu-dit le Poteau), Carantilly s'étend sur quelque 1 070 hectares (ou 5 350 « vergées » comme il peut être dit en Basse-Normandie).
C'est le bocage, pays de talus et de haies, à vocation essentiellement agricole. Au nord, une belle surface boisée s'étend en profondeur, tandis que plus au sud paraissent des prairies verdoyantes que traverse la rivière, la Terrette.
| Cametours       | Marigny-Le-Lozon (comm. dél. de Marigny) | Quibou |
| Cametours       | Carantilly                               | Quibou |
| Cerisy-la-Salle | Cerisy-la-Salle                          | Dangy  |

### Hydrographie
La commune est située dans le bassin Seine-Normandie. Elle est drainée par la Terrette, le Lozon, le fossé 01 de la commune de Carantilly, le fossé 01 de la commune de Marigny, le fossé 01 de la Querelliere, le fossé 06 de la commune de Carantilly et la rivière de la Chaussée,,.
La Terrette, d'une longueur de 29 km, prend sa source dans la commune de Cerisy-la-Salle et se jette  dans la Taute en limite de Tribehou et de Graignes-Mesnil-Angot, après avoir traversé 13 communes. 

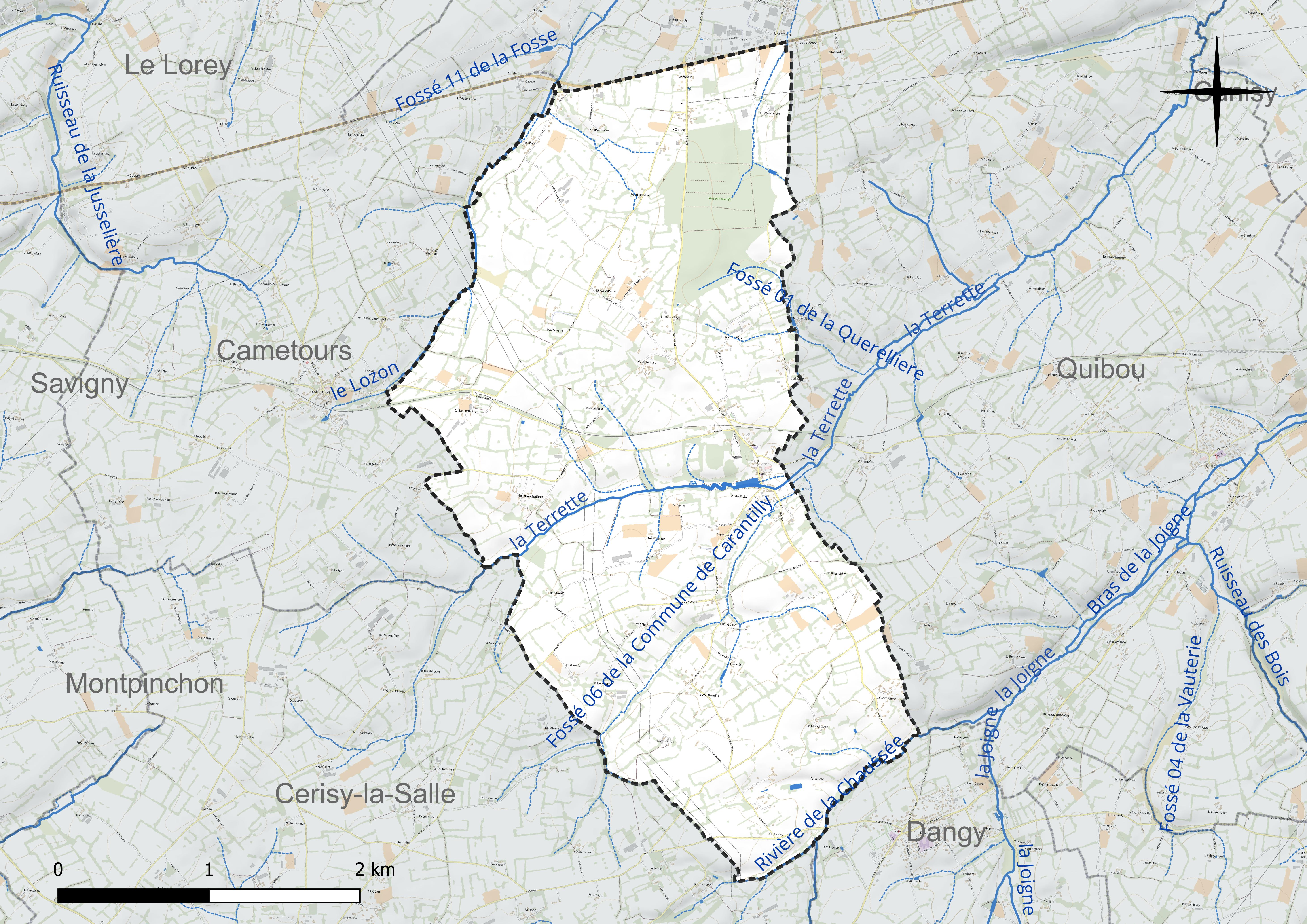
Réseau hydrographique de Carantilly.

Le Lozon, d'une longueur de 25 km, prend sa source dans la commune de Cametours et se jette  dans la Taute en limite de Marchésieux et de Tribehou, après avoir traversé dix communes. 

### Climat
Pour des articles plus généraux, voir Climat de la Normandie et Climat de la Manche.
En 2010, le climat de la commune est de type climat océanique franc, selon une étude du CNRS s'appuyant sur une série de données couvrant la période 1971-2000. En 2020, Météo-France publie une typologie des climats de la France métropolitaine dans laquelle la commune est exposée à un climat océanique et est dans la région climatique Normandie (Cotentin, Orne), caractérisée par une pluviométrie relativement élevée (850 mm/a) et un été frais (15,5 °C) et venté. Parallèlement le GIEC normand, un groupe régional d’experts sur le climat, différencie quant à lui, dans une étude de 2020, trois grands types de climats pour la région Normandie, nuancés à une échelle plus fine par les facteurs géographiques locaux. La commune est, selon ce zonage, exposée à un « climat contrasté des collines », correspondant au Bocage normand, bien arrosé, voire très arrosé sur les reliefs les plus exposés au flux d’ouest, et frais en raison de l’altitude.
Pour la période 1971-2000, la température annuelle moyenne est de 10,8 °C, avec une amplitude thermique annuelle de 11,9 °C. Le cumul annuel moyen de précipitations est de 1 066 mm, avec 14,2 jours de précipitations en janvier et 8,6 jours en juillet. Pour la période 1991-2020, la température moyenne annuelle observée sur la station météorologique la plus proche, située sur la commune de Cerisy-la-Salle à 5 km à vol d'oiseau, est de 11,5 °C et le cumul annuel moyen de précipitations est de 1 112,5 mm,. Pour l'avenir, les paramètres climatiques de la commune estimés pour 2050 selon différents scénarios d’émission de gaz à effet de serre sont consultables sur un site dédié publié par Météo-France en novembre 2022.

## Urbanisme

### Typologie
Au 1er janvier 2024, Carantilly est catégorisée commune rurale à habitat dispersé, selon la nouvelle grille communale de densité à sept niveaux définie par l'Insee en 2022.
Elle est située hors unité urbaine. Par ailleurs la commune fait partie de l'aire d'attraction de Saint-Lô, dont elle est une commune de la couronne,. Cette aire, qui regroupe 63 communes, est catégorisée dans les aires de 50 000 à moins de 200 000 habitants,.

### Occupation des sols
L'occupation des sols de la commune, telle qu'elle ressort de la base de données européenne d’occupation biophysique des sols Corine Land Cover (CLC), est marquée par l'importance des territoires agricoles (91,2 % en 2018), en diminution par rapport à 1990 (94,4 %). La répartition détaillée en 2018 est la suivante : prairies (73,9 %), zones agricoles hétérogènes (15,9 %), forêts (5,4 %), zones urbanisées (3,4 %), terres arables (1,4 %). L'évolution de l’occupation des sols de la commune et de ses infrastructures peut être observée sur les différentes représentations cartographiques du territoire : la carte de Cassini (XVIIIe siècle), la carte d'état-major (1820-1866) et les cartes ou photos aériennes de l'IGN pour la période actuelle (1950 à aujourd'hui).

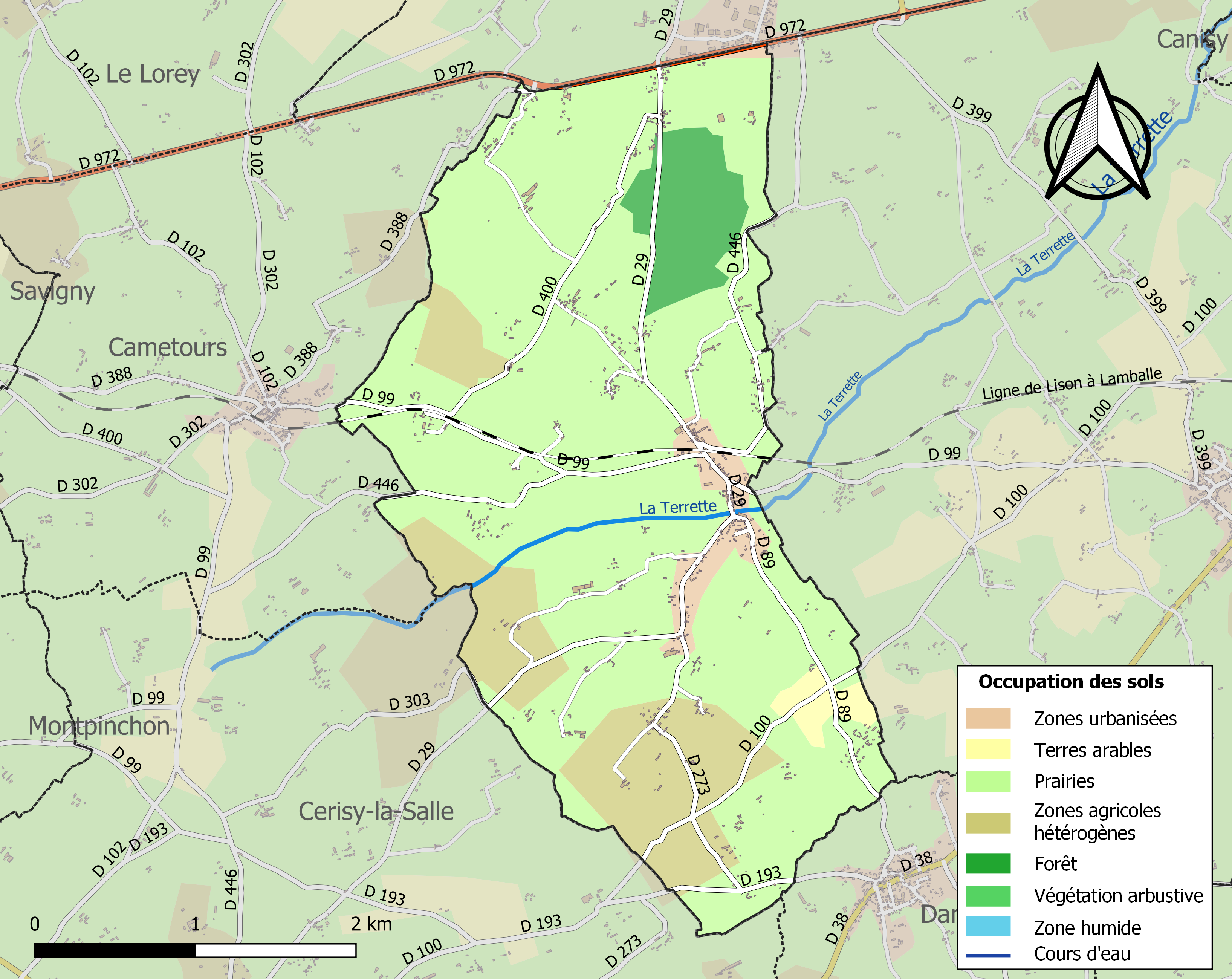
Carte des infrastructures et de l'occupation des sols de la commune en 2018 (CLC).

## Toponymie
Le nom de la localité est attesté sous les formes Karantelago ou Karentelago vers 1056, Carantilleium vers 1150, de Karantilleio en 1198, Quarantilleio au XIIIe siècle, Carantilie vers 1280, de Karantilleyo en 1332 et Carantelly en 1391.
Le toponyme est issu d'un anthroponyme qui peut être gaulois tel que Carantillus ou roman tel que Carantilus ou Carantilius.
Le gentilé est Carantillais.

## Histoire

### Moyen Âge
La réorganisation du diocèse par Geoffroy de Montbray conduit à la scission entre Carantilly et Quibou, cette dernière devenant une paroisse indépendante.
L'église et la paroisse de Carantilly étaient placées sous la dépendance personnelle du duc de Normandie, Guillaume le Conquérant. Ce dernier y disposait d'un certain nombre de droits et d'honneurs.
En 1065, Carantilly est en tout ou partie le fief du comte de Mortain, Robert, frère de Guillaume le Conquérant, duc de Normandie et roi d'Angleterre. La Corbetière sera une seigneurie indépendante de celle de Carantilly jusqu'à la guerre de Cent Ans. Le comte Robert de Mortain cède son fief de Carantilly à la famille de Soulle « à charge de fournir 54 hommes pour monter la garde de nuit à la foire de Montmartin-sur-Mer, et de faire chaque année 40 jours de garde à la barre de Montfautrel, à l'entrée du château de Mortain ».
Hélie Desfontaines est le premier curé dont le nom soit conservé. Depuis 1271, on a pu retrouver la trace de quelque 35 curés à Carantilly. On ne connaît pas la date de la création de la paroisse, ni celle de la première église même si sa dédicace à Notre-Dame tend à laisser penser qu'elle remonterait comme souvent dans ce cas, aux Ve et VIe siècles. Elle fait partie du doyenné de Cenilly et de l'archidiaconé de la Chrétienté (archidiaconé englobant l'église cathédrale). D'après le Livre noir de l'évêché de Coutances et d'Avranches, la cure a un revenu de 105 livres en 1278.
À la suite de l'extinction de la famille de Soulle, la seigneurie de Carantilly passe à la famille de Grimouville.
On compte au XVe siècle deux moulins à Carantilly, celui de l'étang et celui du Boscq, et deux étangs, d'après le Rôle de fouage.

### Renaissance
C'est à la suite d'un mariage entre 1510 et 1520 que la seigneurie de Carantilly est transmise à la famille de Magneville.

### Époque moderne
Les tourments des guerres de Religion n'épargnent pas Carantilly, où des protestants pillent l'église en 1562. Les troubles auront périodiquement lieu jusqu'en 1664.
Les héritiers de la famille de Magneville cèdent Carantilly en 1577 à Roland de Gourfaleur, seigneur de Bonfossé, qui en fait l'acquisition pour son épouse.
Après le décès de sa fille et de son gendre (Simon de Bois-Davy), Nicolas de Soulbieux acquiert en 1660 pour ses petits-enfants la seigneurie de Carantilly. Elle quitte le patrimoine de la famille de Gourfaleur pour celui de la famille de Bois-Davy.
On trouve les premières traces encore disponibles d'une école de garçons à Carantilly. Sa fondation, bien antérieure, ne peut être datée, vu la destruction des archives de l'église en 1562. Une école de filles existera, située dans le pavillon de l'étang.
Louis Coudreau de Planchoury, après avoir épousé la petite-fille de Nicolas de Soulbieux, quitte sa Touraine natale pour s'établir, à la mort de sa femme, comme seigneur de Carantilly.
Durant les années 1720, la construction de la partie centrale de l'actuel château débute sous les ordres de Louis Coudreau de Planchoury, seigneur de Carantilly. Un manoir plus ancien y était jusqu'alors établi. Il marie sa fille en 1729 avec Thomas-Honoré de Mons, seigneur de Vareville, qui devient par là même, seigneur de Carantilly.
L'abbé Pierre-François Dufour, curé de la paroisse, fait bâtir le « manoir presbytéral » en 1760 dans le style du château dont il enviait l'extension.

### Période révolutionnaire
François-Germain Le Rouvillois, curé de Carantilly de 1784 à 1791, est élu le 28 mars 1789 député du clergé de Coutances en vue des États généraux convoqués à Versailles. Cette année-là, Carantilly compte 330 feux, soit quelque 739 habitants.
Trois ans plus tard, Jean Chardin est le premier maire de Carantilly et l'église de Carantilly sert de « temple de la Raison ». Par la suite, la maison de l'école des garçons (biens du clergé) fut vendue à un Carantillais.
Julien-François de Mons de Carantilly (1760-1794) prêtre et chanoine fit partie de la « fournée de Coutances ». Il fut, en même temps que sa cousine de Savigny, Marie-Elizabeth Kadot de Sébeville, guillotinée le 21 juillet 1794.
La bataille de la Fosse, l'une des dernières de la chouannerie dans le Cotentin, opposa le 5 novembre 1799 les républicains, qui l'emportèrent, aux armées chouannes du comte Louis de Frotté sans qu'on puisse bien établir ce qui s'y déroula. Jules Barbey d'Aurevilly y fait allusion dans L'Ensorcelée sans beaucoup de crédit historique.

### Premier Empire
Carantilly compte 1 599 habitants en 1806.

### XIXesiècle

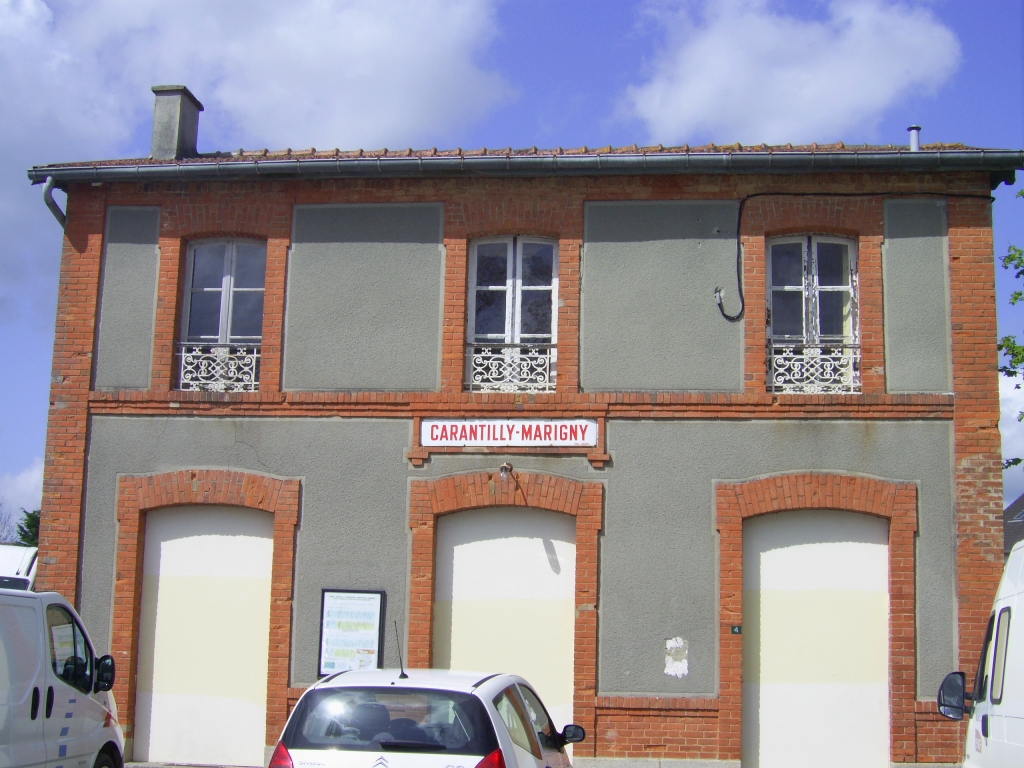
La gare de Carantilly-Marigny. Le bâtiment n'est plus en service, le train ne s'y arrête plus.

On décide d'abattre le clocher de l'église, vu son délabrement, afin d'allonger la nef. En 1861, le nouveau clocher est bâti, suivra la sacristie. Après la démolition des deux chapelles latérales datant de 1640 et la reconstruction de la nef (1883), la partie neuve de l'église est bénite le 25 mai 1884 par Abel-Anastase Germain. C'est encore lui qui bénit le 24 juillet 1896 la plus grosse cloche du clocher (1 000 kg), qui rejoint ses deux « sœurs » (respectivement 400 et 600 kg chacune).
En 1878, la ligne de chemin de fer Lison-Lamballe et la gare sont mises en service.

### XXesiècle
La première association de Carantilly est créée en 1908 : la société de Tir La patriote voit le jour, à l'initiative de M. Voisin, instituteur.
La Première Guerre mondiale fauche trente-et-un Carantillais, sans qu'on puisse citer les blessés, les victimes directes ou indirectes de ce conflit.
L'affaire criminelle Georges Ozouf et Auguste et Marie-Rosalie Marinel se déroule à Carantilly et est jugée à Coutances, par la cour d'assises de la Manche les 8, 9 et 10 juin 1921.
Au cours de la Seconde Guerre mondiale, le château est tour à tour occupé par les Allemands qui réparent des véhicules dans la salle principale puis par les Américains qui y installent un hôpital provisoire. Par la présence de la gare toute proche, le secteur est l'objet de bombardements alliés. On dénombre huit habitants de Carantilly tués lors de l'opération Cobra : Carantilly reçoit le 11 novembre 1948 la Croix de guerre 1939-1945.
La salle des fêtes Émile-Beaufils est construite en 1956 par des bénévoles et la commune se dote dans les années qui suivent d'une place au cœur du bourg, non loin de l'église.
La ligne EDF haute tension en provenance de la centrale nucléaire de Flamanville, construite dans les années 1980, survole le territoire de la commune avec dix pylônes. Pendant cette période, l'étang du château est aménagé et il devient un parcours de santé et un lieu de pêche fort prisé après son inauguration le 16 juillet 1988.

### XXIesiècle
Le recensement précédant le nouveau millénaire fait apparaître que Carantilly compte 536 habitants. Une station d'épuration et son réseau tout-à-l'égout sont créés en 2007.

## Politique et administration
| Période                                  | Période  | Identité                        | Étiquette | Qualité                                                                                                |
| ---------------------------------------- | -------- | ------------------------------- | --------- | --- |
| 1792                                     |          | Jean Chardin                    |           | |
| 1800                                     | 1826     | Jacques Corbet                  |           | Propriétaire                                                                                           |
| 1826                                     | 1830     | Alexandre de Mons de Carantilly |           | Propriétaire                                                                                           |
| 1830                                     | 1837     | Jean-Baptiste Blanchard         |           | |
| 1837                                     | 1848     | Victor-Adrien Gosset            |           | Propriétaire                                                                                           |
| 1848                                     | 1853     | Jean-Baptiste Blanchard         |           | Cultivateur                                                                                            |
| 1853                                     | 1869     | Léon-François Gosset            |           | Juge suppléant de la justice de paix de Marigny                                                        |
| 1869                                     | 1871     | François-Louis Corbet           |           | Adjoint faisant fonction de maire d'octobre 1869 à septembre 1870, maire d'octobre 1870 à juillet 1871 |
| 1871                                     | 1878     | Prosper-Basilide Giret          |           | |
| 1878                                     | 1881     | Emmanuel-Auguste Rihouey        |           | |
| 1881                                     | 1892     | Henry-Alfred Gosset             |           | |
| 1892                                     | 1900     | Isidore-Louis Guesnet           |           | |
| 1900                                     | 1910     | Adolphe-Édouard Gosset          |           | Propriétaire et conseiller d'arrondissement                                                            |
| 1910                                     | 1945     | Gaston de Mons de Carantilly    |           | Propriétaire et industriel                                                                             |
| 1945                                     | 1953     | Léon Guesnet                    |           | Agriculteur                                                                                            |
| 1953                                     | 1971     | Georges Leclerc                 |           | Agriculteur                                                                                            |
| 1971                                     | 1983     | Louis Gourbin                   |           | Assureur                                                                                               |
| 1984                                     | 1986     | André Rihouey                   |           | Retraité de l'EDF                                                                                      |
| 1986                                     | 2001     | Jean Simon                      |           | Artisan peintre en bâtiments                                                                           |
| 2001                                     | 2004     | Pierre L'Orphelin               |           | Artisan plombier chauffagiste                                                                          |
| 2004                                     | 2008     | Henri Dupont                    |           | Agriculteur                                                                                            |
| 2008                                     | 2014     | Marylène Henry                  |           | Enseignante                                                                                            |
| 2014                                     | mai 2020 | Pierre Bourge                   |           | Militaire en retraite                                                                                  |
| mai 2020                                 | En cours | Bruno Coron                     | SE        | Agriculteur                                                                                            |
| Les données manquantes sont à compléter. |          |                                 |           | |

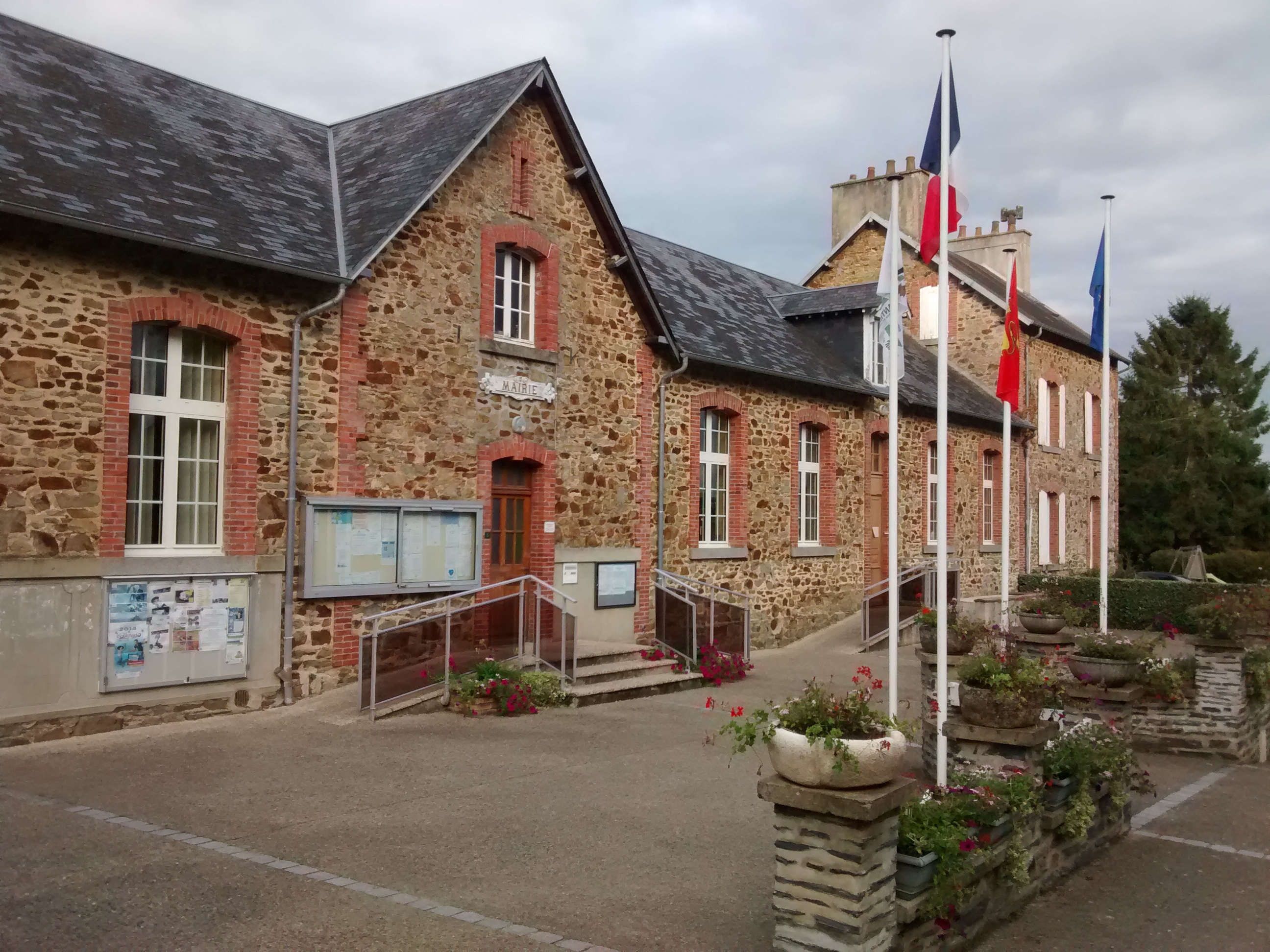
La mairie.

Le conseil municipal est composé de quinze membres dont le maire et trois adjoints.

## Démographie
L'évolution du nombre d'habitants est connue à travers les recensements de la population effectués dans la commune depuis 1793. Pour les communes de moins de 10 000 habitants, une enquête de recensement portant sur toute la population est réalisée tous les cinq ans, les populations de référence des années intermédiaires étant quant à elles estimées par interpolation ou extrapolation. Pour la commune, le premier recensement exhaustif entrant dans le cadre du nouveau dispositif a été réalisé en 2007.
En 2022, la commune comptait 619 habitants, en évolution de −4,03 % par rapport à 2016 (Manche : −0,31 %, France hors Mayotte : +2,11 %).
Au premier recensement républicain, en 1793, Carantilly comptait 1 600 habitants, population jamais atteinte depuis.
| 1793  | 1800  | 1806  | 1821  | 1831  | 1836  | 1841  | 1846  | 1851  |
| ----- | ----- | ----- | ----- | ----- | ----- | ----- | ----- | ----- |
| 1 600 | 1 586 | 1 599 | 1 452 | 1 442 | 1 426 | 1 466 | 1 456 | 1 376 |

| 1856  | 1861  | 1866  | 1872  | 1876  | 1881 | 1886 | 1891 | 1896 |
| ----- | ----- | ----- | ----- | ----- | ---- | ---- | ---- | ---- |
| 1 237 | 1 162 | 1 052 | 1 001 | 1 006 | 913  | 885  | 803  | 743  |

| 1901 | 1906 | 1911 | 1921 | 1926 | 1931 | 1936 | 1946 | 1954 |
| ---- | ---- | ---- | ---- | ---- | ---- | ---- | ---- | ---- |
| 739  | 706  | 643  | 631  | 635  | 645  | 625  | 686  | 682  |

| 1962 | 1968 | 1975 | 1982 | 1990 | 1999 | 2006 | 2007 | 2012 |
| ---- | ---- | ---- | ---- | ---- | ---- | ---- | ---- | ---- |
| 607  | 627  | 527  | 526  | 536  | 530  | 580  | 587  | 645  |

| 2017 | 2022 | - | - | - | - | - | - | - |
| ---- | ---- | - | - | - | - | - | - | - |
| 638  | 619  | - | - | - | - | - | - | - |

## Lieux et monuments

### Le château

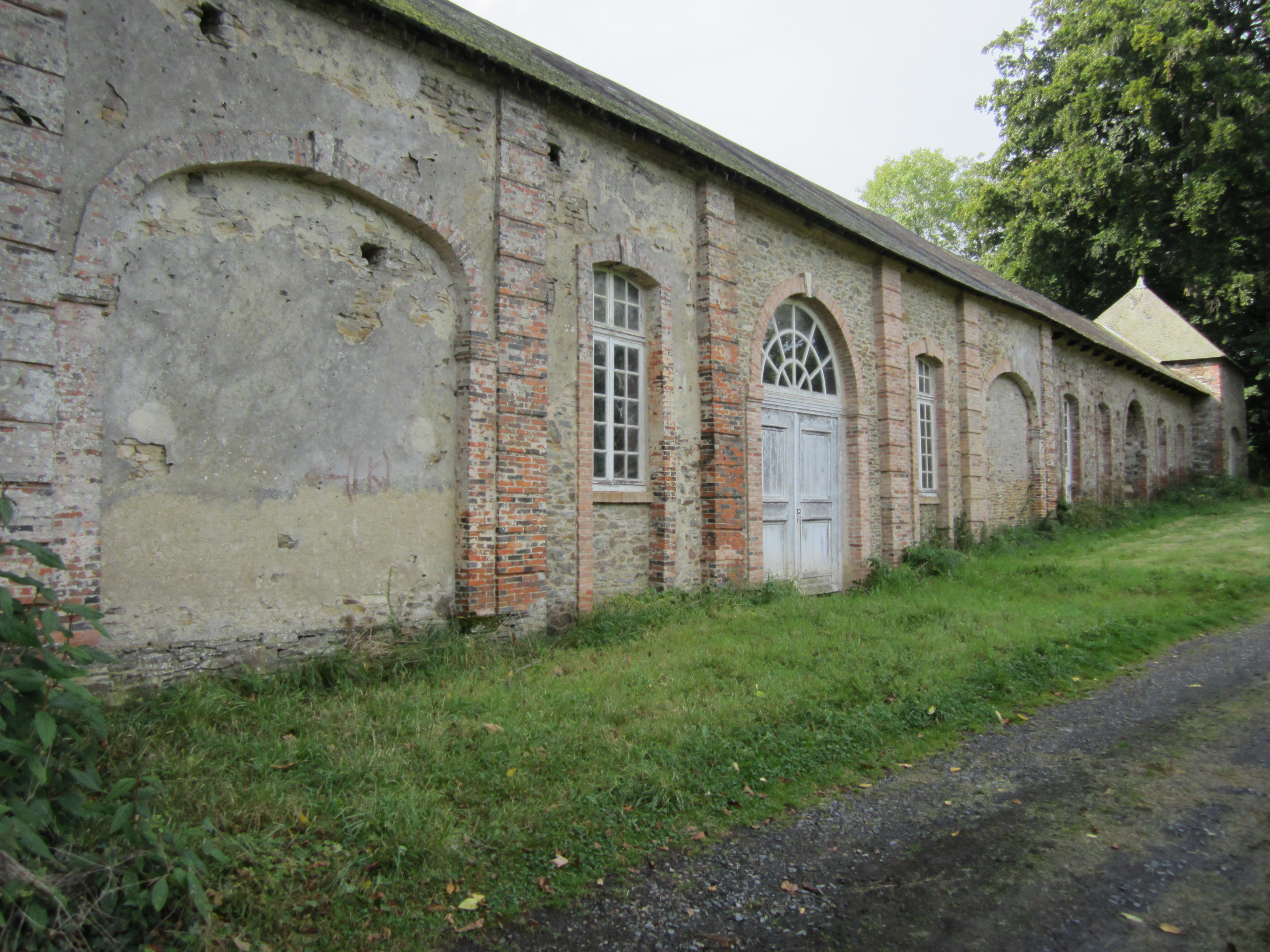
Charretterie.

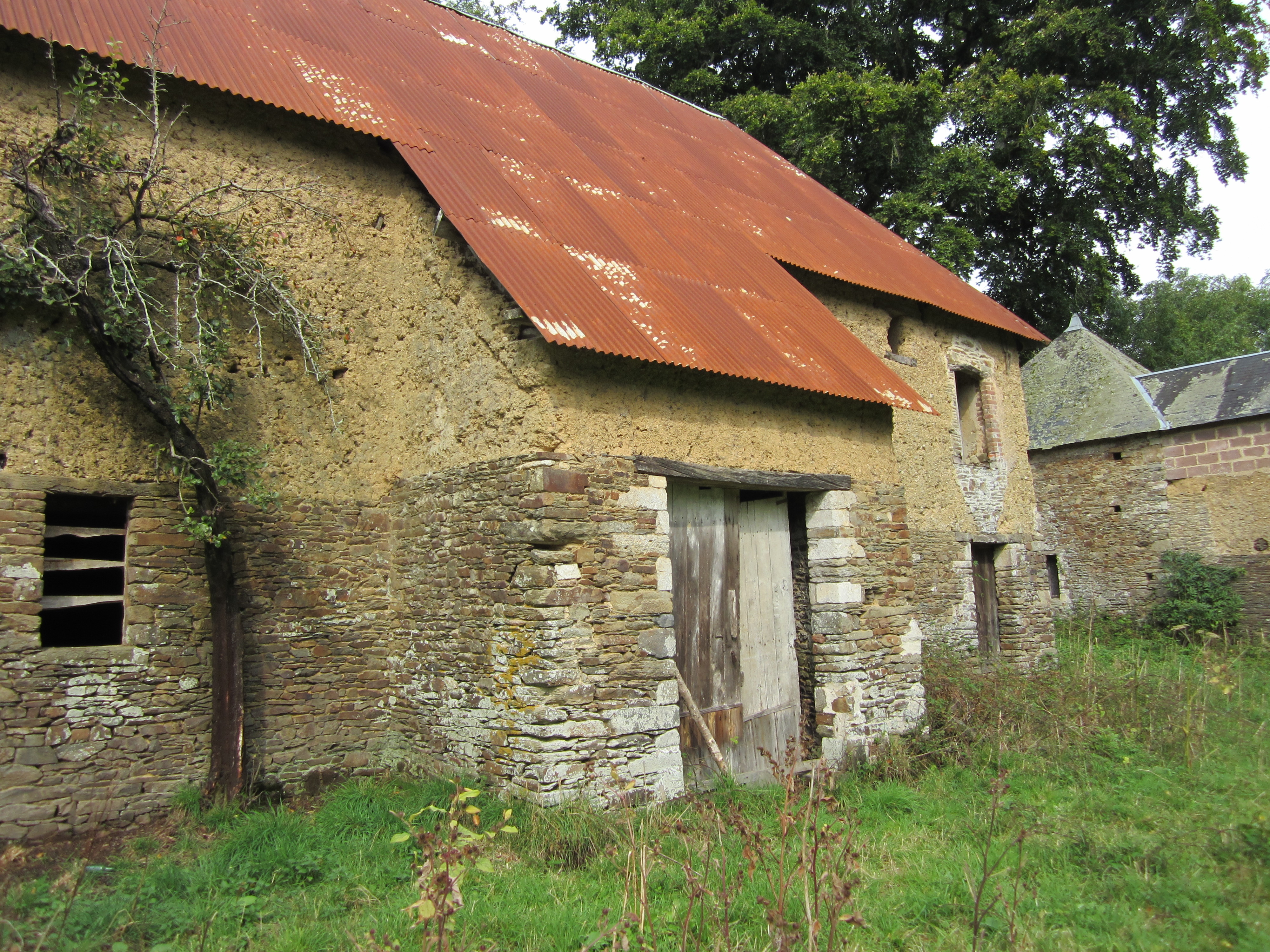
Pressoir.

Le château actuel de Carantilly, construit sur les fondations d'un manoir plus ancien, date du XVIIIe siècle. Il est l'œuvre, vers 1720, pour la grande partie centrale de Louis de Coudreau de Planchoury, seigneur de Carantilly (1676-1768) et de son gendre Thomas Honoré de Mons, et pour les ailes latérales de Léonor de Mons, petit-fils du premier (1726-1795).
Les façades du château sont classées au titre des monuments historiques depuis le 4 septembre 1978, les toitures, l'escalier intérieur en fer forgé, plusieurs pièces et les communs ont été inscrits à la même date et de nombreuses dépendances ont été inscrites le 11 septembre 1986.

### L'église Notre-Dame

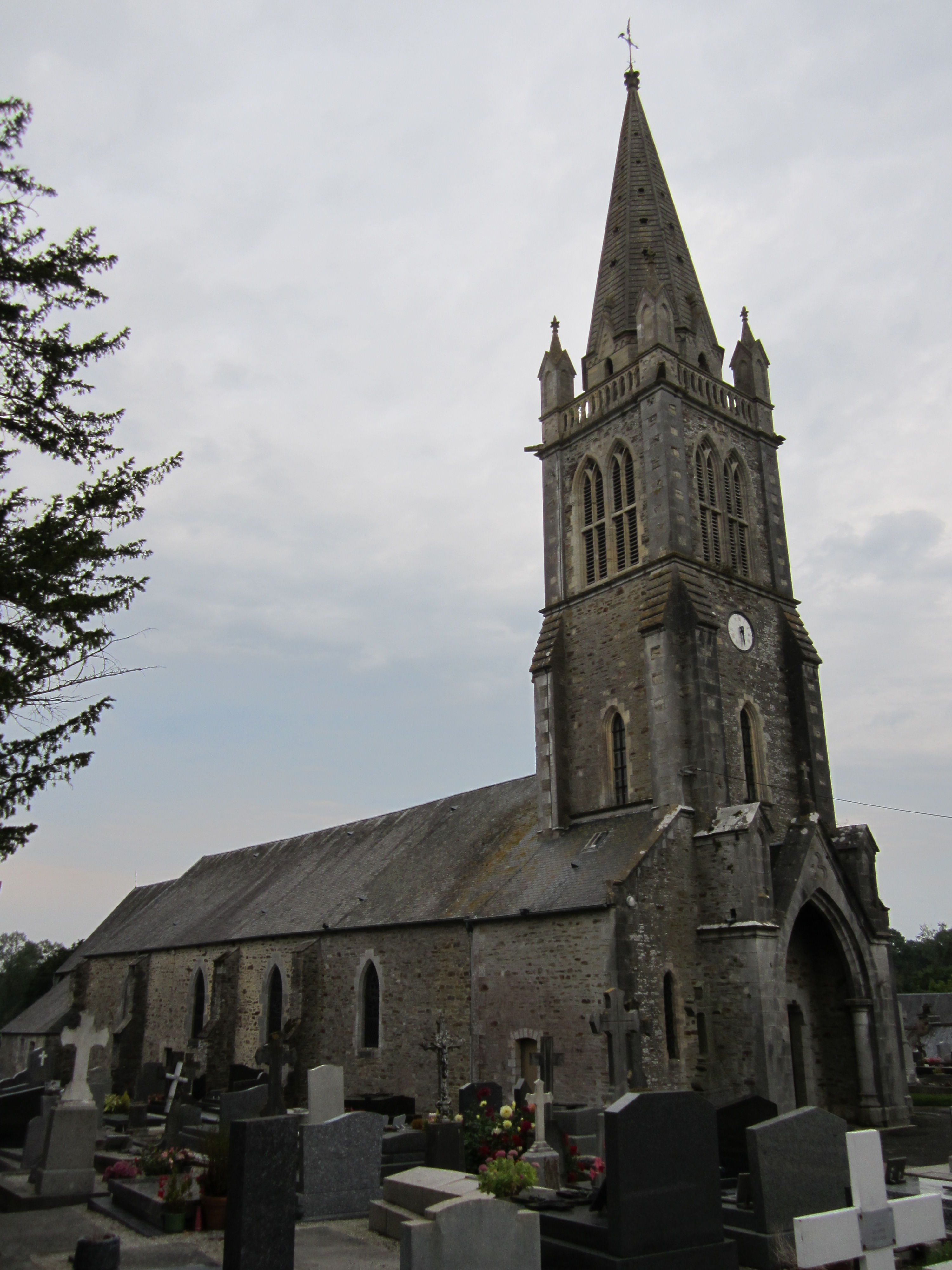
L'église Notre-Dame des.

L'église Notre-Dame (fin XIIIe début XIVe siècle) dans son aspect actuel date de 1883, et a subi maintes transformations depuis ses origines. L'architecture romane a disparu avec les modifications de la nef, mais il reste des traces gothiques. Les fresques du fond du chœur datant du Moyen Âge ont été recouvertes au XVIIIe siècle.
En 1710, on fait réaliser un retable en bois sculpté, recouvrant deux fenêtres à lancettes et un oculus. On reperce encore à cette époque les fenêtres du mur sud du chœur.
Derrière les autels de la Vierge et de saint Joseph, deux pierres gardent le souvenir de « l'honete persone Michel Corbet » notable rural mort en 1640, donateur de fortes rentes pour le salut de son âme, et de Jean Blanchard prêtre ayant fait édifier en 1650 une chapelle dédiée à sainte Anne et sainte Barbe.
Le fin clocher qui domine le bourg date du XIXe siècle (1862) ; le vieux clocher en bâtière a été abattu en 1855. Il abrite depuis lors trois cloches de 400, 600 et 1 000 kg chacune. Les vitraux ont été mis en place après-guerre et sont signés Max Ingrand (1956). Les lustres, de facture plus récente, ont été acquis en 1981 grâce au produit de kermesses paroissiales, et à la générosité de Marguerite de Mons.
L'église abrite plusieurs statues dont celle de saint Louis (XVIe) classée au titre objet aux monuments historiques, de saint Joseph en bois (XVIe) et d'une Vierge à l'Enfant armoriée en pierre (XVIIe), ainsi qu'un lutrin (XVIIIe), un maître-autel (XVIIIe) et une pierre brisée du maître-autel primitif.

### Le presbytère

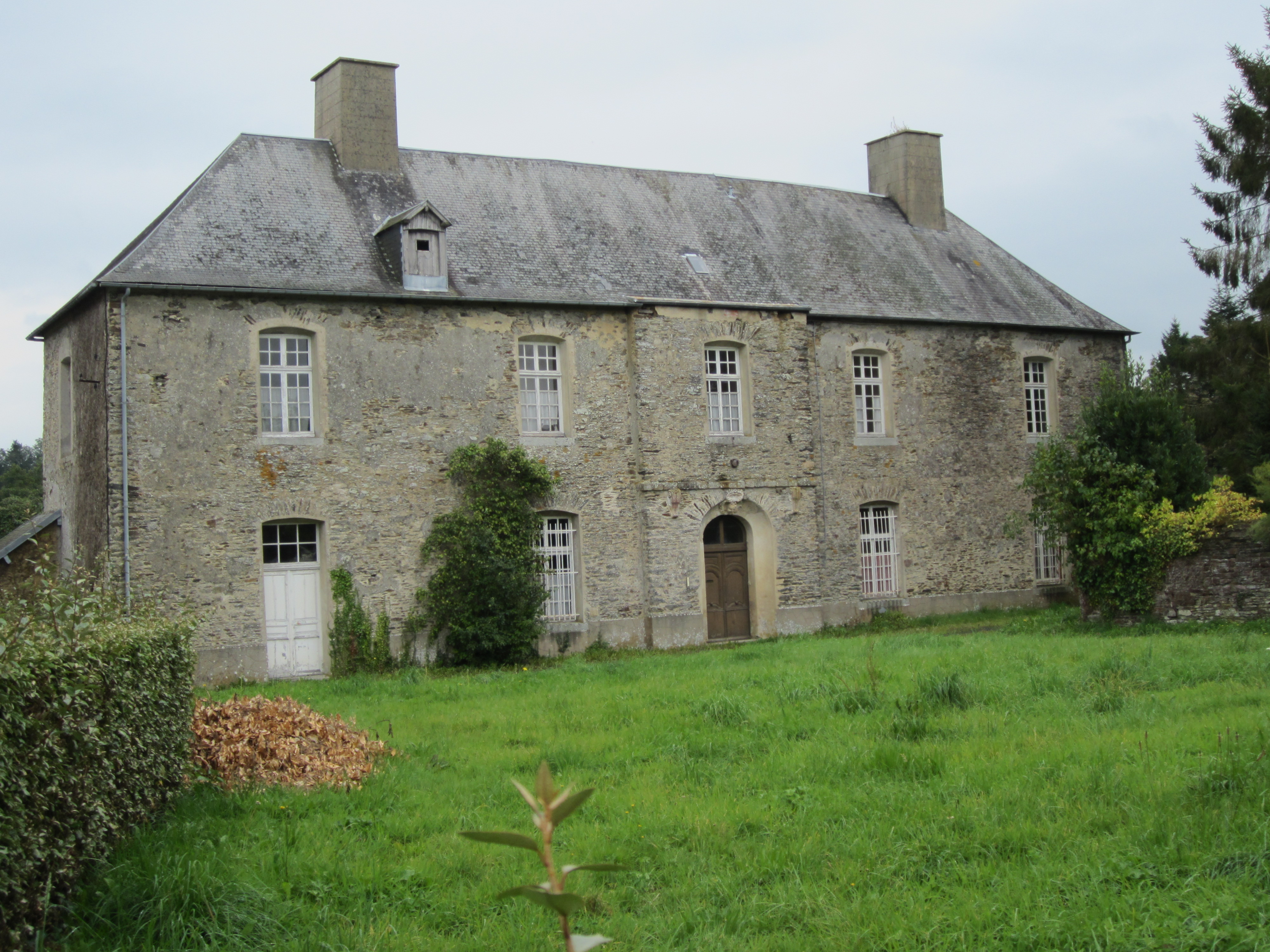
Le presbytère.

L'ancien presbytère, construit en 1760, a été inscrit aux monuments historiques en 2009.

### Autres lieux
- La Racinière (XVIe siècle).
- Mondreville (XVIe siècle).
- Bois de Carantilly.

## Personnalités liées à la commune
- François-Germain Le Rouvillois, curé de Carantilly, élu député du clergé de Coutances en vue des États généraux convoqués en 1789 à Versailles.
- Pierre Gosset (Carantilly, 1764-1844), dit « Gosset sans Peur », prêtre réfractaire, confesseur de la foi pendant la Révolution française, qui finira sa vie à Carantilly où il repose.
- Angelina et Ferdinand Huaut, honorés du titre de juste parmi les nations en 1998.